# Pagirikan
Pagirikan is een bestuurslaag in het regentschap Indramayu van de provincie West-Java, Indonesië. Pagirikan telt 2929 inwoners (volkstelling 2010).